# GSAT-16
GSAT-16 ist ein kommerzieller Kommunikationssatellit der Indian Space Research Organisation (ISRO).
Er wurde am 6. Dezember 2014 um 20:40 Uhr UTC mit einer Trägerrakete Ariane 5 ECA von der Startrampe ELA-3 im Centre Spatial Guyanais bei Kourou zusammen mit DirecTV-14 in eine geostationäre Umlaufbahn  gebracht.
Der dreiachsenstabilisierte Satellit ist mit 12 Ku-Band-, 24 C-Band- und 12 Extended C-Band-Transpondern ausgerüstet und soll von der Position 55° Ost (zusammen mit GSAT-8, IRNSS-1A und IRNSS-1B) aus den indischen Subkontinent mit Telekommunikationsdienstleistungen versorgen. Er wurde auf Basis des Satellitenbus I-3K der ISRO gebaut und besitzt eine geplante Lebensdauer von 12 Jahren.